# Damned in Black
Damned in Black šesti je studijski album norveškog black metal-sastava Immortal. Diskografska kuća Osmose Productions objavila ga je 27. ožujka 2000. Posljednji je album te skupine koji je objavio taj izdavač i prvi je album na kojem je bas-gitaru svirao Iscariah.

## Popis pjesama
Glazba: Abbath, Horgh.
| 1.    | »Triumph«                                | 5:41 |
| 2.    | »Wrath from Above«                       | 5:46 |
| 3.    | »Against the Tide (In the Arctic World)« | 6:03 |
| 4.    | »My Dimension«                           | 4:32 |
| 5.    | »The Darkness That Embrace Me«           | 4:38 |
| 6.    | »In Our Mystic Visions Blest«            | 3:11 |
| 7.    | »Damned in Black«                        | 6:52 |
| 36:43 |                                          |      |

## Zasluge
Immortal
- Demonaz – tekstovi
- Abbath – vokal, gitara, produkcija
- Iscariah – bas-gitara
- Horgh – bubnjevi, produkcija

Ostalo osoblje
- Peter Tägtgren – produkcija, mix
- Jean-Pascal Fournier – omot albuma